# Сибирский жулан
Сибирский жула́н (Lanius cristatus) — плотоядная птица из отряда воробьинообразных семейства сорокопутовых.

## Описание
Сибирский жулан достигает длины 18 см и весит в среднем 34,5 г.
Верхняя часть тела преимущественно от коричневого до красновато-коричневого цвета. Хвост длинный, закруглённый на конце. Через глаза проходит характерная для сорокопутов чёрная полоса. Эта полоса может быть бледнее в зимний период. Над чёрной полосой проходит белая надбровная полоса. Нижняя часть тела кремово-белая с красноватым брюхом, по бокам тела красноватого цвета.

## Распространение
Область распространения простирается от Центральной Сибири через Камчатку, Сахалин и север Японии. На юге она простирается до Алтая, в Монголию, Маньчжурию, а также в Корею и Китай.
Во время зимней миграции отмечены на юге вплоть до Острова Рождества (Австралия).
Населяет полярную и арктическую зоны, а также степные и пустынные зоны и горные регионы.
В гнёзда сибирского жулана свои яйца подкладывает индийская кукушка.